# U-1234
 U-1234  — немецкая подводная лодка типа IXC/40, времён Второй мировой войны. 
Заказ на постройку субмарины был отдан 14 октября 1941 года. Лодка была заложена 11 мая 1943 года на верфи судостроительной компании Дойче Верфт АГ, Гамбург, под строительным номером 397, спущена на воду 7 января 1944 года, 19 апреля 1944 года под командованием капитан-лейтенанта Гельмута Турманна вошла в состав учебной 31-й флотилии. 1 февраля 1945 года вошла в состав 4-й флотилии.

## Командиры лодки
- 19 апреля 1944 года — 14 мая 1944 года капитан-лейтенант Гельмут Турманн.
- 17 октября 1944 года — 5 мая 1945 года оберлейтенант Ганс-Христиан Вреда.

## Служба
Лодка не совершала боевых походов. Затонула 5 мая 1945 года в результате поломки. 13 человек погибло, 43 выжили.

## В культуре
Подводная лодка с таким названием фигурирует в 4-й серии 1-го сезона аниме-сериала «Пираты "Чёрной лагуны"», однако при этом её судьба абсолютно не соответствует реально существовавшей подлодке.